# 1633 Chimay
1633 Chimay eller 1929 EC är en asteroid i huvudbältet, som upptäcktes den 3 mars 1929 av den belgiske astronomen Sylvain Arend i Uccle. Den har fått sitt namn efter den belgiska staden och kommunen Chimay.
Asteroiden har en diameter på ungefär 37 kilometer och den tillhör asteroidgruppen Themis.